# Идюрцятатосё
Идюрцятатосё (устар. Индургата-Сё) — река в Ямальском районе Ямало-Ненецкого АО России. Устье реки находится в 26 км от устья Янгутаяхи по правому берегу. Длина реки составляет 13 км.

## Данные водного реестра
По данным государственного водного реестра России относится к Нижнеобскому бассейновому округу, водохозяйственный участок реки — Обь от города Салехард и до устья, речной подбассейн реки — бассейны притоков Оби ниже впадения Северной Сосьвы. Речной бассейн реки — (Нижняя) Обь от впадения Иртыша.